# Valmont (Sekwana Nadmorska)
Valmont – miejscowość i gmina we Francji, w regionie Normandia, w departamencie Sekwana Nadmorska.
Według danych na rok 1990 gminę zamieszkiwało 875 osób, a gęstość zaludnienia wynosiła 158 osób/km² (wśród 1421 gmin Górnej Normandii Valmont plasuje się na 277. miejscu pod względem liczby ludności, natomiast pod względem powierzchni na miejscu 645.).